# 拉克塔利斯集团

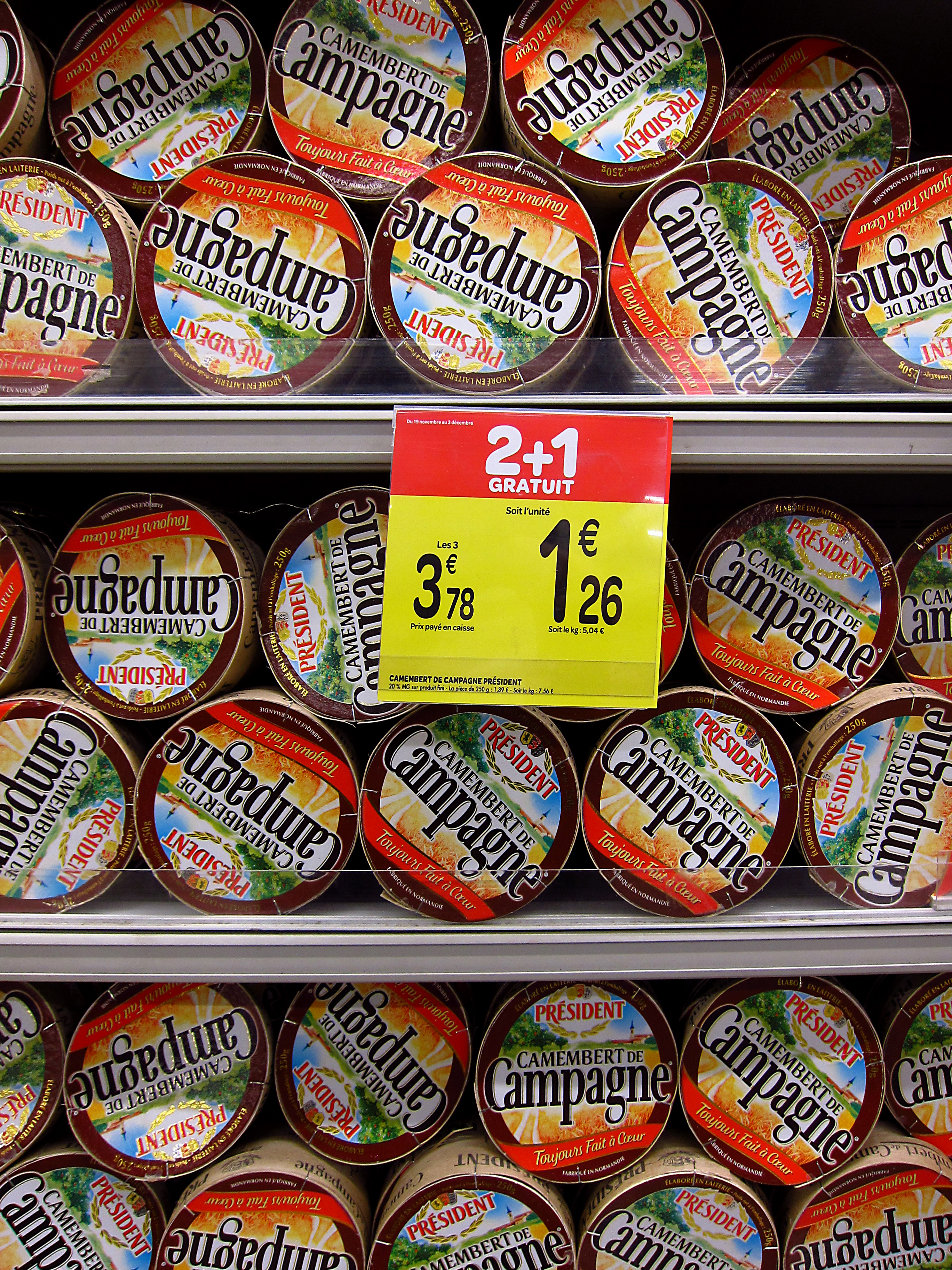
拉克塔利斯旗下的總統牌奶油

兰特黎斯集团（法語：Lactalis）是法国乳品业大型公司，主营婴儿食品和起司，2010年收购西班牙农食加工集团Ebro Puleva的乳制品业务成為法國和西班牙兩國最大乳品公司。也是是全球第一大乳业集团。

## 历史
法國的安德烈·貝尼爾於1933年創立了一家小型奶酪製造公司，並於1968年推出了卡門貝乾酪（Président）品牌，為本公司前身。
- 1990年，集團收購了Bridel公司（2300名員工，10家工廠，法國第四大奶製品集團），並已經在60個國家設有分公司。
- 1992年，收購了美國芝士公司索倫托。
- 1999年，法國社會服務公司成為比利時控股公司BSA International SA所有的La groupe Lactalis公司。
- 2006年，收購了意大利的Galbani集團[2]
- 2008年，收購了瑞士奶酪製造商Baer。
- 2011年，收購了意大利的破產公司帕玛拉特。
- 2012 年 2 月，Lactilis 收購了瑞典南部乳製品公司Skånemejerier。 [3]
- 2013年，美國的Sorrento和Precious品牌被收購後更名為Galbani，Sorrento Lactalis分公司更名為拉克塔利斯美國集團。
- 2015 年 5 月，Lactalis 收购了 Yildiz Holding 的子公司土耳其乳制品 Ak Gida 80% 的股份。[3]
- 2017 年 7 月，达能宣布同意以 8.75 亿美元将其 Stonyfield Farm 子公司出售给 Lactalis，以避免反垄断索赔，并为达能收购美国有机食品生产商 WhiteWave Foods 扫清道路。
- 2017 年 12 月，Lactalis 宣布收购乳制品公司 Itambé。
- 2017年，旗下婴儿食品發生大規模遭沙门氏菌污染導致多人患病，發言人表示是克拉翁厂的一座烘干炉受汙染，將全面招回旗下奶粉等嬰兒食品，法国财经部要求家长尽可能不食用拉克塔利斯產品，包含為家乐福自有牌代工的產品，品牌聲譽受到重創，中華人民共和國认证认可监督管理委员会決定暫時停止其在華營運資格。[4]
- 2018 年 1 月，Lactalis 宣布已同意收购 Skyr 生产商 Siggi's Dairy，该公司将继续独立运营。
- 2018 年 10 月，Lactalis 宣布以约 4000 万美元收购雀巢马来西亚的冷藏乳制品业务部门。[3]
- 2019 年 1 月，Lactalis 的印度子公司 Tirumala Milk Products 表示将以 170 亿卢比收购 Prabhat 的乳制品业务。 这将是 Lactalis 在印度的第三次收购。
- 2020 年 9 月 15 日，Groupe Lactalis 宣布达成协议，以 32 亿美元收购卡夫亨氏在北美和国际的天然奶酪业务。[3]